# Ovalipes
Ovalipes là một chi cua biển. Chi này được Ng et al. (2008) và Karasawa et al. (2008) xếp trong phân họ Polybiinae của họ Portunidae.
Năm 2009, Schubart & Reuschel chuyển nó cùng chi Benthochascon sang họ Geryonidae. Spiridonov et al. (2014) tách chi này ra thành họ riêng của chính nó và gọi là Ovalipidae. Họ này được Davie P. J. F., Guinot D., Ng P. K. L. (2015b) công nhận.
Năm 2018, Evans gộp nó trở lại họ Geryonidae như là phân họ Ovalipinae.
Tuy nhiên, trong phân tích của Evans thì nhóm O. iridescens + O. trimaculatus + O. punctatus tạo thành một nhánh có quan hệ họ hàng gần với Benthochascon hemingi và chúng cùng nhau là nhánh có quan hệ chị - em với nhánh chứa Raymanninus schmitti + Chaceon granulatus + Geryon longipes (họ Geryonidae), nhưng O. floridanus + O. stephensoni tạo thành một nhánh có quan hệ chị - em với phần còn lại của Portunoidea, dù với mức hỗ trợ yếu (ML = 53%). Điều này làm cho Ovalipes là đa ngành và Geryonidae là cận ngành. Về mặt hình thái, O. stephensoni và O. floridanus là các loài chị em có quan hệ họ hàng gần nhất với loài điển hình của chi là O. ocellatus. Vì thế, nếu các nghiên cứu bổ sung xác nhận tính đa ngành của Ovalipes, thì Ovalipidae sẽ là họ hợp lệ (cho các loài có có quan hệ gần nhất với O. ocellatus) còn các loài lồng sâu trong Geryonidae sẽ hợp thành chi khác biệt, có lẽ danh pháp phù hợp cho nhóm đó sẽ là Aeneacancer Ward, 1933, với loài điển hình là Aeneacancer molleri Ward, 1933 = Ovalipes molleri (Ward, 1933).

## Các loài
Hiện tại, chi cua này chứa 11 loài còn sinh tồn, chia thành các nhóm sau:
- Nhóm A
  - Phân nhóm O. punctatus: Các loài cua nước nông Ấn Độ Dương - tây Thái Bình Dương.
    - Ovalipes australiensis Stephenson & Rees, 1968: Vùng nước Australiasia.
    - Ovalipes catharus (White, 1843): Vùng nước Australiasia.
    - Ovalipes elongatus Stephenson & Rees, 1968: Vùng nước Australiasia.
    - Ovalipes punctatus (De Haan, 1833): Vùng biển ven Nhật Bản và Trung Quốc.
    - Ovalipes trimaculatus (De Haan, 1833): Vòng quanh Nam bán cầu, nhưng không ghi nhận có tại vùng nước ven Australia.

  - Phân nhóm O. georgei
    - Ovalipes georgei Stephenson & Rees, 1968: Ven Tây Australia.
- Nhóm B
  - Phân nhóm O. iridescens: Các loài cua nước sâu Ấn Độ Dương - tây Thái Bình Dương.
    - Ovalipes iridescens (Miers, 1886)
    - Ovalipes molleri (Ward, 1933)

  - Phân nhóm O. ocellatus: Các loài cua nước nông Đại Tây Dương.
    - Ovalipes floridanus Hay & Shore, 1918
    - Ovalipes ocellatus (Herbst, 1799) (gồm cả O. guadulpensis Saussure, 1858) - Loài điển hình của chi.
    - Ovalipes stephensoni Williams, 1976